# Masdevallia stenorhynchos
Masdevallia stenorhynchos är en orkidéart som beskrevs av Friedrich Fritz Wilhelm Ludwig Kraenzlin. Masdevallia stenorhynchos ingår i släktet Masdevallia och familjen orkidéer. Inga underarter finns listade i Catalogue of Life.

## Bildgalleri

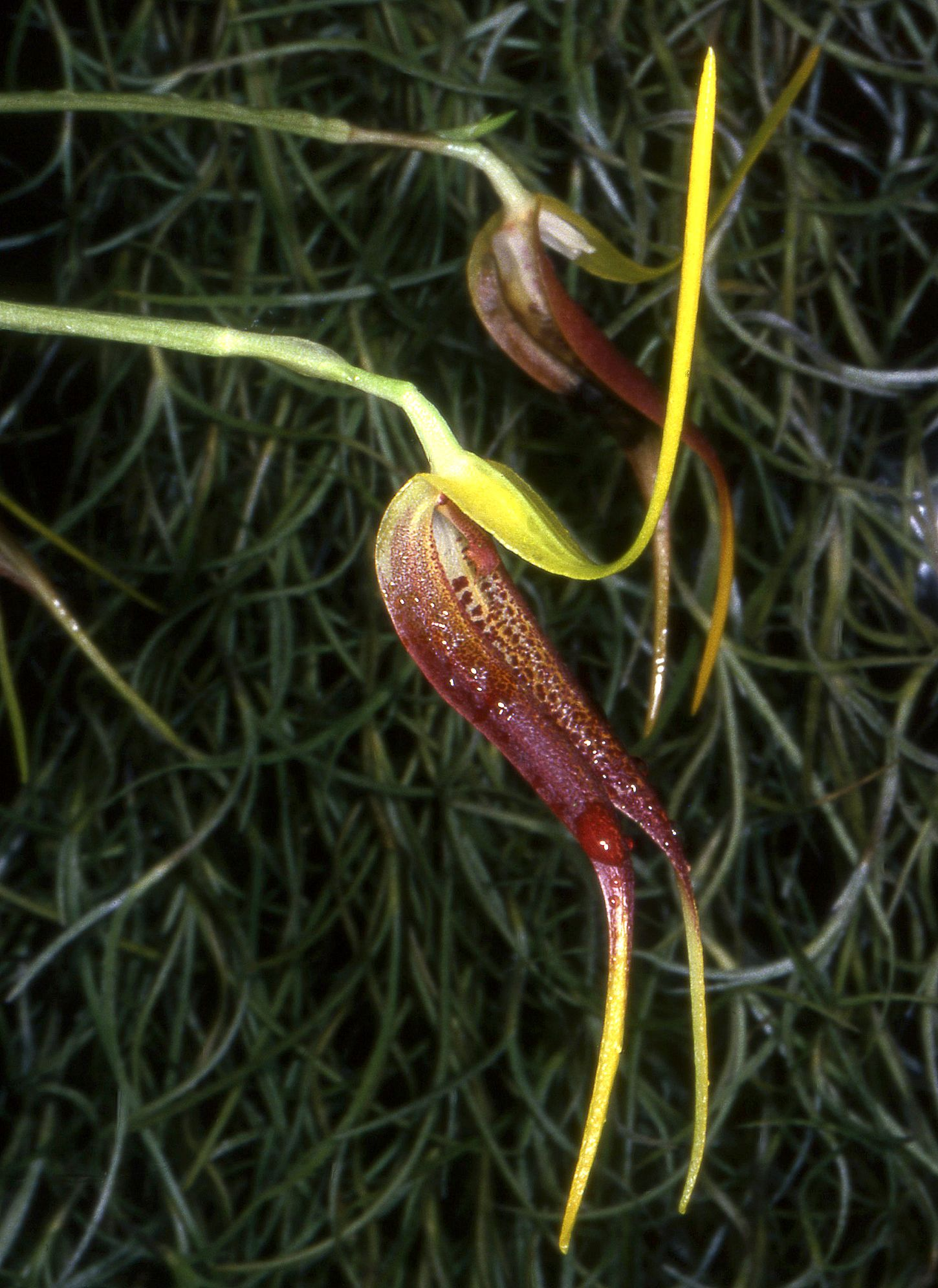
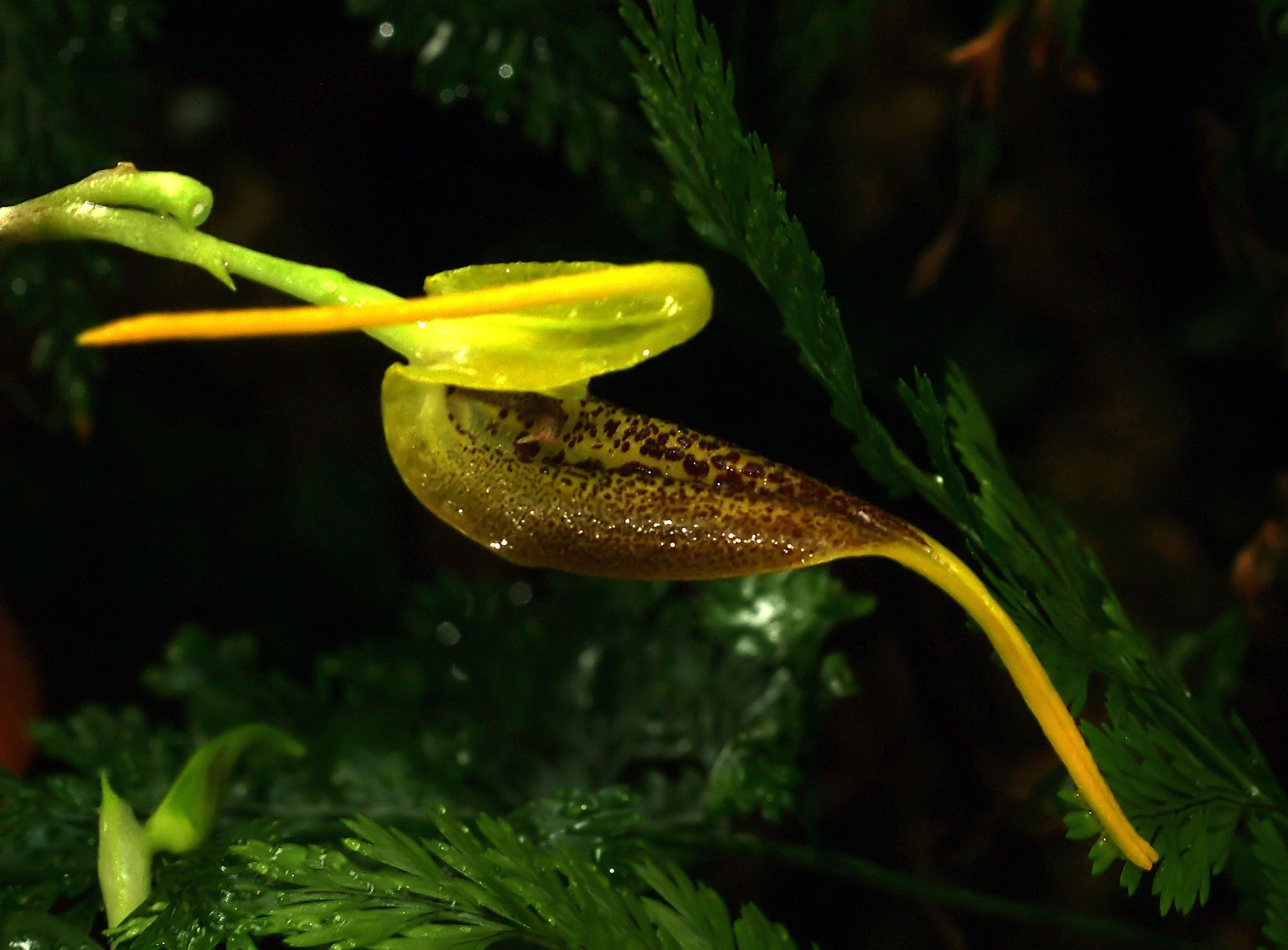